# 청동초등학교 (경북)
청동초등학교는 대한민국 경상북도 상주시 청리면 덕산리 312에 있었던 공립 초등학교이다.

## 연혁
- 1949년 10월 11일 청동국민학교 개교(설립인가 9월 10일)
- 1984년 3월 1일 병설유치원 개원
- 1994년 3월 1일 농촌형 급식학교 지정
- 1996년 3월 1일 청동초등학교로 개칭
- 2011년 3월 1일 청리초등학교로 통폐합